# Olav Økern
Olav Nilsen Økern (Hole, 3 giugno 1911 – Hole, 11 aprile 2000) è stato un fondista norvegese.

## Palmarès

### Olimpiadi invernali
- Bronzo a Sankt Moritz 1948 nella staffetta 4x10 km.

### Mondiali
- Argento a Lahti 1938 nella staffetta 4x10 km.

## Onorificenze
- Medaglia Holmenkollen (1950)